# ЮMoney
«ЮMoney»  — сервис электронных платежей. Компания «ЮMoney» является частью группы Сбера. Сервис эмитирует карты Visa (до мая 2022 года), Mastercard и Мир. В ЮMoney зарегистрировано больше 97 млн кошельков, выпущено больше 3 млн пластиковых и около 30 млн виртуальных карт. Компания объявила о ребрендинге 17 сентября 2020 года: сервис электронных платежей сменил название на «ЮMoney», платёжное решение для бизнеса — на «ЮKassa». По данным рейтинга бизнес-клуба «Атланты» и компании Smart Ranking, «ЮMoney» являлась крупнейшей финтех-компанией России по выручке в 2018—2020 года. Победитель премии Fintech Awards в категории «Платёжные сервисы» по итогам 2023 года (Smart Ranking, 2024).

## История
Сервис электронных платежей «Яндекс. Деньги» начал работу 24 июля 2002 года как совместный проект «Яндекса» и петербургской компании PayCash. В этом партнёрстве PayCash предоставил технологическую платформу, а «Яндекс» — инструменты для работы с массовой аудиторией. Первоначально «Яндекс. Деньги» работали через отдельное приложение-кошелёк, а с 2005 года сервис был реализован как веб-служба, доступная через браузер. Это технологическое решение способствовало росту популярности: в 2006 году «Яндекс. Деньги» привлекли вдвое больше пользователей, чем годом ранее, а к 2007 году аудитория сервиса достигла 1,5 миллиона человек. В апреле 2007 года «Яндекс» купил 50-процентную долю партнёра в проекте и реорганизовал «Яндекс. Деньги» в рамках нового юридического лица «ПС Яндекс. Деньги». В книге Владислава Дорофеева «Яндекс Воложа» 2013 года эта сделка была оценена в один-два миллиона долларов.
Закон «О национальной платежной системе» (№ 161-ФЗ), подписанный президентом России летом 2011 года, ужесточил регулирование работы операторов электронных платёжных систем. В частности, этот закон требует от оператора зарегистрироваться в качестве небанковской кредитной организации или получить банковскую лицензию до конца сентября 2012 года. В сентябре 2012 года система электронных платежей получила от Банка России лицензию небанковской кредитной организации. В декабре 2012 года стало известно о сделке, в рамках которой Сбербанк приобрёл 75 % уставного капитала «Яндекс. Денег» за вычетом 1 рубля за 60 миллионов долларов. «Яндекс» сохранил блокирующий пакет в электронном платёжном сервисе и возможность принимать значимые бизнес-решения. Руководителем «Яндекс. Денег» осталась Евгения Завалишина, которая также вошла в состав совета директоров вместе с Аркадием Воложем.
В 2014 году Евгения Завалишина перешла в проект «Яндекса» по обработке больших данных, компанию возглавила бывший директор «Яндекс. Денег» по маркетингу (2006—2011) и развитию (2011—2014) Мария Грачёва.
В марте 2017 года генеральным директором компании стал бывший исполнительный директор и член правления банка «Русский стандарт» Иван Глазачев.
По данным исследований 2016—2018 годов (e-Finance User Index, НАФИ, Mediascope) «Яндекс. Деньги» остаются самым популярным в России сервисом электронных денег и третьим по популярности инструментом электронных платежей после «Сбербанка Онлайн» и банковских карт. Среди опрошенных Mediascope в 2018 году интернет-пользователей 71 % использовали сервисы электронных денег для онлайн-платежей, 48,5 % из них совершали платежи с помощью «Яндекс. Денег» (WebMoney и PayPal — 38,9 % и 38,6 % соответственно).
В ноябре 2018 года «Яндекс. Деньги» добавили в мобильное приложение сервис финансовой аналитики. Он ежедневно анализирует данные обо всех платежах пользователя и показывает, если израсходованная сумма, например на продукты или одежду, превышает среднюю или установленную человеком как пороговую. Таким образом, пользователь сможет своевременно подкорректировать дальнейшие расходы по конкретным статьям и избежать лишних трат. Этим сервис и отличается от банковских аналогов: он помогает людям внимательнее следить за своими расходами. Финансовый помощник «Яндекс. Денег» — первая PFM-услуга на рынке электронных кошельков в России (от англ. personal finance management — управление личными финансами). Сервис создан совместно с американской финтех-компанией Moven Enterprise.
В июле 2019 года «Яндекс. Деньги» запустили новый сервис для геймеров — «Я.Стример». Он позволяет принимать донаты во время онлайн-трансляций и через виджеты показывать другим пользователям, как идёт процесс сбора денег. «Яндекс. Деньги» запустили «Я.Стример» совместно с Donate.Stream. Отправить донат с помощью «Я.Стримера» зритель может из кошелька в «Яндекс. Деньгах» или с любой банковской карты. Как только это произойдёт, деньги мгновенно зачислятся на электронный кошелёк стримера. Пользователи могут принимать донаты на стриминговых платформах, например на YouTube, Twitch, Smashcast, СуberHero, WASD.TV, в «Одноклассниках», «ВКонтакте» или Facebook. Сервис также работает с программами для потокового вещания, например OBS Studio, XSplit.
В 2019 и 2020 годах «Яндекс. Деньги», по данным Mediascope, остались самым популярным сервисом электронных денег и вторым по популярности платёжным онлайн-сервисом после «Сбербанка Онлайн». В 2020 году с помощью «Сбербанка Онлайн» хотя бы раз платили 82,8 % россиян, с помощью «Яндекс. Денег» — 54,7 %.
С января 2020 года пользователи «Яндекс. Денег» могут включить автоплатежи по штрафам ГИБДД: как только придёт новый штраф, сервис сразу оповестит об этом и сам его заплатит. Эта услуга поможет вовремя платить за нарушения ПДД и не пропускать льготный 20-дневный период после получения штрафа, когда действует скидка 50 %.
В январе 2020 года «Яндекс. Деньги» подключились к Системе быстрых платежей (СБП). Пользователи могут мгновенно пополнять кошельки в «Яндекс. Деньгах» и принимать на них переводы от других людей через СБП. Для этого даже не нужно вводить номер кошелька — достаточно номера мобильного телефона. Пополнить электронный кошелёк через СБП может любой полностью идентифицированный пользователь «Яндекс. Денег».
В марте 2020 года «Яндекс. Деньги» запустили денежные переводы другим людям через Telegram. Мессенджер научился распознавать в тексте сообщения номер карты и автоматически создавать по нему ссылку на страницу «Яндекс. Денег», с которой можно быстро отправить перевод. «Яндекс. Деньги» были первым в России сервисом, который интегрировал переводы в Telegram. Новая возможность доступна всем в России, кто пользуется Telegram, имеет карту любого российского банка или идентифицированный кошелёк в «Яндекс. Деньгах». Переводы через Telegram — это не первая интеграция «Яндекс. Денег» с мессенджером. В 2017 году «Яндекс. Деньги» добавили в «Яндекс. Кассу» возможность для компаний принимать платежи через Telegram-бот.
В апреле 2020 года сервис стал победителем британской премии Global Banking & Finance Awards 2020, получив награды в номинациях «Лучший электронный кошелек в России», «Одобрение российских пользователей» и «Лучшее антифрод-решение в России». Премия Global Banking & Finance Awards вручается компаниям за достижения в области финансовых технологий на мировом рынке.
В июле 2020 года «Сбербанк» и «Яндекс» закрыли сделку по разделению активов. В рамках сделки «Сбербанк» выкупил долю (25 % + 1) в компании «Яндекс. Деньги» за 2,4 млрд рублей. В результате «Сбербанк» стал единственным акционером «Яндекс. Денег», сервис вошёл в его экосистему. После того, как в 2020 году «Сбербанк» стал мажоритарным владельцем сервиса (с долей 75 %), было принято решение о смене его названия и ребрендинге. С 15 декабря 2020 года сервис называется «ЮMoney» и продолжает работу на собственной инфраструктуре.
В ноябре 2020 года компания «ЮMoney» провела конференцию ЮMoneyDay — большую встречу с IT-экспертами в онлайне по 10 направлениям: архитектура, бэкенд, фронтенд, мобильная разработка, тестирование, SQL, DevOps и управление проектами. В дальнейшем «ЮMoney» стала проводить регулярные митапы для пользователей, которые хотят получить новые знания от специалистов финтех-компании.
По итогам 2020 года сервис «ЮMoney» занял шестое место в «Народном рейтинге» сайта «Банки.ру». В голосовании поучаствовали более 120 тысяч пользователей.
12 января 2021 года Центробанк временно ограничил работу сервиса «ЮMoney». Ограничения распространялись на платежи граждан в адрес компаний-нерезидентов и платежи от компаний-нерезидентов гражданам. При этом ограничения не затрагивали оплату покупок картами «ЮMoney» в иностранных магазинах. Также ограничения не распространялись на переводы с кошельков «ЮMoney» на карты физлиц-нерезидентов или их банковские счета, в том числе в иностранных банках. В марте 2021 года ограничения на проведение платежей в адрес зарубежных компаний и приём переводов от иностранных юридических лиц были частично отменены. В июле введённые Центробанком ограничения были полностью сняты.
В марте 2021 года контакт-центр «ЮMoney» был признан лучшим в своей категории на профессиональном конкурсе «Хрустальная Гарнитура».
В июле 2021 года «ЮMoney» запустила сервис для самозанятых ЮЅelf. В личном кабинете ЮЅelf можно встать на учёт в налоговой, сняться с учёта, создавать чеки, оплачивать налоги, получать уведомления и налоговые расчёты от ФНС.
Также в июле «ЮMoney» сообщила о запуске новой игры ЮVillage. В игре «ЮVillage» любой пользователь сервиса может строить собственный виртуальный мегаполис, выполнять задания и зарабатывать баллы, которые можно тратить на покупки в интернет-магазинах. В ЮVillage можно играть как на сайте «ЮMoney», так и в мобильном приложении на Android и iOS. «ЮVillage» пришла на смену игре «Манилэндия», популярной более чем у миллиона пользователей.
В августе 2021 года Visa, «ЮMoney» и YCLIENTS запустили в России новый сервис безналичных чаевых для сотрудников салонов красоты. Сервис позволяет оставлять чаевые не только с дебетовых карт, но и с кредитных или бизнес-карт без дополнительной комиссии от банка-эмитента.
В июле 2022 года «ЮMoney» начала выпускать виртуальные карты «МИР».
В ноябре 2022 года «ЮMoney» запустила обновлённый сервис для сбора денег в интернете: стало возможным собирать деньги через платёжную форму на отдельной странице. Создать такую страницу может любой пользователь. Также в ноябре в «ЮMoney» появились Me2Me-переводы без комиссии.
В феврале 2023 года «ЮKassa» (сервис для приёма онлайн- и офлайн-платежей ЮMoney) предоставила своим клиентам возможность принимать оплату по QR-коду в программах 1С. Это выгодно продавцам, и удобно покупателям: первые смогут экономить на эквайринге, оборудовании и его обслуживании, а вторые — быстро заплатить за покупки смартфоном, отсканировав QR-код.
В апреле 2023 года «ЮKassa» запустила сервис онлайн-чеков. Это решение для интернет-торговли заменяет онлайн-кассы для ИП и ООО, и позволяет бизнесу быстро отправлять чеки в налоговую и покупателям — всё в соответствии с законом.
В мае 2023 года «ЮMoney» начала выпускать платёжные стикеры для быстрой оплаты покупок. Платёжный стикер позволяет платить телефоном в одно касание.
В декабре 2023 года «ЮMoney» предложила иностранным туристам получить карту в аэропорту Шереметьево. Карта выдаётся и обслуживается бесплатно, получить её можно прямо в зоне прилёта.
В 2023 году «ЮMoney» обновила позиционирование бренда и визуальный стиль. Новый слоган был разработан в ответ на потребность аудитории в личных финансовых границах и соблюдения тишины в личном пространстве. За это в 2024 году ЮMoney получила «золото» в премии E+ Awards.

## Механика работы

### Пополнение
С 2010 года «ЮMoney» ввёл возможность прямого пополнения кошельков с любых банковских карт (ранее это было доступно только клиентам банков-партнёров — Альфа-банка, банка «Открытие» и Росевробанка). В феврале 2011 года Сбербанк добавил пополнение кошельков «ЮMoney» без комиссии в опции своих платёжных терминалов и банкоматов. С апреля 2018 года «ЮMoney» не взимает комиссию за пополнение электронного кошелька банковской картой в приложении сервиса, а также за переводы между кошельками и снятие средств с пластиковых карт (лимит — до 10 тысяч рублей в месяц).
С 3 августа 2020 года в России вступили в силу поправки в закон «О национальной платежной системе», которые ограничивают пополнение электронных кошельков наличными. Пользователи сервиса «ЮMoney» и других аналогичных сервисов теперь не смогут вносить наличные на свои счета анонимно через платёжные терминалы и офисы операторов сотовой связи. Для внесения денег получателю средств нужно иметь упрощённую идентификацию, а отправитель в салоне связи должен назвать номер кошелька получателя, чтобы перевод был зачислен.

### Платежи и переводы
В 2012 году в «ЮMoney» разрешили переводы из кошелька на карты банков всех стран мира. В 2014-м компания представила сервис переводов между картами российских банков без открытия кошелька. С мая 2015 года сервис «ЮMoney» поддерживает переводы денег из кошелька в систему Western Union, с 2017 года — через систему «Юнистрим».
Оплату напрямую из кошелька «ЮMoney» поддерживают крупнейший в Санкт-Петербурге оператор ЖКХ ГУП ВКЦП «Жилищное хозяйство» (с апреля 2014 года), Федеральной службы судебных приставов (с марта 2015 года), Портал городских услуг города Москвы (с марта 2015 года) и Портал государственных услуг Российской Федерации (с марта 2016). С марта 2016 года пользователи «ЮMoney», указавшие номера водительских прав и свидетельства о регистрации автомобиля, также получили возможность мгновенно оплачивать штрафы ГИБДД. В декабре 2016 года РЖД ввели возможность платить кошельком «ЮMoney» на маршрутах скоростного сообщения, которые обслуживают поезда «Сапсан».
«ЮMoney» принимают к оплате разработчики и издатели компьютерных игр и сервисы цифровой дистрибуции: Bigpoint, Wargaming.net, Electronic Arts (с сентября 2011 года), Steam (с октября 2011 года), Xbox Live (с декабря 2013 года), PlayStation Network (с декабря 2015 года). «ЮMoney» тесно сотрудничают с Nintendo: с 2014 года игры для Nintendo 3DS и Wii U были представлены на онлайн-витрине «ЮMoney», а в 2017 году компания стала первым региональным дистрибьютором цифрового контента для Nintendo Switch.
«ЮMoney» сотрудничает с интернет-магазинами и торговыми площадками из Китая. С 2010 года оплату «ЮMoney» принимает русскоязычная онлайн-витрина интернет-магазина Taobao, с 2011 года — магазин электроники MiniInTheBox, с 2014 года — AliExpress. В 2015 году «ЮMoney» стал партнёром торговой онлайн-платформы TradeEase, учреждённой китайским платёжным агрегатором PayEase, Bank of China, министерством финансов провинции Хэйлунцзян и правительством Суйфыньхэ для развития интернет-торговли в приграничных регионах России и Китая. Изначально на площадке были представлены 200 магазинов из Суйфэньхэ, Пекина и других городов провинций Гуандун, Чжэцзян и Фуцзянь. В сентябре 2015 года китайский онлайн-ретейлер JD.com в рамках экспансии на российский рынок внедрил платёжное решение «ЮKassa», которое обеспечило площадке приём оплаты с помощью «ЮMoney».

### Комиссия
При переводах в другой кошелек в приложении «ЮMoney» комиссии нет, при переводах на сайте комиссия составляет 0,5 % от суммы. Ограничения на именной кошелек составляют 60 тысяч рублей на один перевод и 200 тысяч рублей — на месяц. Лимит для идентифицированного пользователя составляет 400 тысяч на одну входящую и исходящую операцию.
При переводах на карту комиссия составляет 3 % + 45 рублей. Минимальная сумма перевода — 100 рублей. Лимит для именного кошелька: 15 тысяч рублей (плюс комиссия) на один перевод и 150 тысяч — на сутки. Для идентифицированного пользователя установлен лимит в 75 тысяч рублей на один перевод, 150 тысяч — на сутки и 600 тысяч — на месяц.
Комиссия при переводах на банковские счета «Альфа-Клик» и «Промсвязьбанк» составляет 3 %. При переводах на счета других банков комиссия составляет 3 % от суммы + 15 рублей. Банк, где открыт счёт, может взять дополнительную комиссию.
Комиссия за вывод средств составляет 3 % (+15 рублей при безналичном переводе и при выводе через формы погашения кредита) или 0 % (если выводить через СБП). За пополнение счета в приложении комиссия не взимается. При пополнении на сайте с карты комиссия будет взиматься, если сумма пополнения меньше 4000 рублей.

### Защита пользователей
В феврале 2016 года компания «ЮMoney» представила в рамках платёжного решения «ЮKassa» услугу «Безопасная сделка», ориентированную на владельцев и пользователей маркетплейсов товаров и услуг. Если площадка подключила эту услугу, то в момент заказа «ЮMoney» замораживает средства на счёте покупателя и перечисляет их продавцу только по факту поставки товаров или оказания услуг.
С марта 2017 года в «ЮMoney» работает сервис арбитража «Защита покупателя», предназначенный для защиты пользователей, которые оплатили электронными деньгами покупки в интернет-магазинах. В рамках арбитража сервис «ЮMoney» самостоятельно компенсирует пользователям потери, возникшие из-за ошибок интернет-магазинов или невыполнения их обязательств, а затем решает вопрос с продавцом. Если претензии обоснованы, а магазин систематически отказывается возвращать деньги, компания оставляет за собой право отказать ему в обслуживании.
В январе 2018 года сервис «ЮMoney» ввёл проверку экономической состоятельности компаний, получающих платежи. Функция доступна пользователям в разделе «Квитанции», через который осуществляется оплата по реквизитам. Функция призвана уберечь пользователей от платежей в пользу компаний-банкротов и помочь предпринимателям осуществлять проверку контрагентов. Информацию о компаниях «ЮMoney» получает от сервиса DaData, который работает напрямую с Федеральной налоговой службой.

### Бонусная программа
С мая 2018 года «ЮMoney» начисляет пользователям бонусные баллы, которые могут быть использованы для оплаты цифровых товаров и услуг в соотношении 1 балл — 1 рубль. Пользователи могут получать кешбэк баллами: 5 % за покупки в категориях месяца, 1 % — за платежи в интернете и 1 % — за платежи на кассе в торговых точках.
Дополнительные скидки и бонусы доступны пользователю на сайте и в приложении «ЮMoney». За каждый платёж через «ЮMoney» система предлагает на выбор несколько скидок — они подбираются с использованием машинного обучения, учитывающего предпочтения конкретного человека. Кроме того, в кошельке хранятся скидки дня и другие актуальные предложения.

### Краудфандинг
Разработкой собственных инструментов для краудфандинга в «ЮMoney» занялись в начале 2010-х годов на фоне заметного роста числа кампаний по сбору средств на благотворительность, гражданские инициативы и общественно-политические проекты. В 2011—2012 годах компания выпустила краудфандинговые приложения для социальных сетей Facebook и «ВКонтакте», позволяющие принимать пожертвования, вести учёт средств и выводить деньги на электронные кошельки, банковские карты и счета.
В октябре 2014 года компания «ЮMoney» представила платформу для краудфандинга «Вместе», в которую вошли три инструмента: «Касса», «Форма» и «Страница». «Страница» позже получила название «Собе.ру». Первые два ориентированы на нужды НКО, «Собе.ру» позволяет любому частному лицу собирать деньги на свой кошелек «ЮMoney».

### Идентификация
Кошельки «ЮMoney» могут иметь один из трёх статусов: анонимный, именной или идентифицированный. Процедура идентификации была введена в декабре 2009 года для приведения работы сервиса в соответствие с федеральным законом № 103-ФЗ «О деятельности по приему платежей физических лиц, осуществляемой платежными агентами» и изменениями к федеральному закону № 115-ФЗ «О противодействии легализации (отмыванию) доходов, полученных преступным путем, и финансированию терроризма». В соответствии с принятыми в апреле 2014 года поправками к федеральным законам 161-ФЗ «О национальной платежной системе» и 115-ФЗ, в «ЮMoney» была реализована процедура упрощённой идентификации. Идентификации с предоставлением полных паспортных данных и подтверждением личности владельца кошелька соответствует идентифицированный статус, упрощённой идентификации с предоставлением основных сведений (фамилия, имя, отчество, серия и номер паспорта, СНИЛС, ИНН или номер полиса ОМС) — именной статус. Уровень идентификации влияет на ограничения при использовании кошелька, на лимиты по операциям и остатку на счёте.
«ЮMoney» предлагает множество способов идентификации: через проверку кредитной истории, копирование идентификации другого кошелька, личный визит в офис платёжного сервиса или компании-партнёра, по почте, в магазинах «Связной», в пунктах обслуживания платёжной системы Contact и «Юнистрим».
В июне 2021 года пользователи «ЮMoney», у которых есть доступ к другим решениям экосистемы Сбера, получили возможность заходить в сервис с помощью Сбер ID. Опция доступна всем российским клиентам Сбера. В том же месяце сервис «ЮMoney» запустил идентификацию с помощью «Мобильного ID» от «МегаФона». Услуга доступна вне зависимости от модели телефона и тарифного плана.
В мае 2024 года «ЮMoney» добавили возможность идентификации через Госуслуги. Необходима подтверждённая учётная запись.
22 февраля 2024 года «ЮMoney» добавили возможность идентификации для граждан других стран через биометрический паспорт и фото.
В Белоруссии идентификация доступна в отделениях «Сбер Банка» или через «СберБанк Онлайн», в Казахстане — через «Казпочту», в Таджикистане — в филиалах Душанбе Сити. В Молдове через «Агропромбанк».

### Методы оплаты
В декабре 2018 года сервис расширил возможности бесконтактной оплаты. Владельцы пластиковых и виртуальных карт сервиса получили возможность платить бесконтактно с помощью умных часов Garmin с технологией Garmin Pay.
Таким образом, карты сервиса поддерживают бесконтактные платежи через Garmin Pay, Apple Pay (до марта 2022), Google Pay (до марта 2022), Samsung Pay, Mir Pay (с июля 2022), а также через приложение Кошелёк Pay и браслет Mi Smart Band 4 NFC (до марта 2022). Те, у кого есть приложение «ЮMoney» и телефон на Android с NFC, также могут платить бесконтактно в супермаркетах и кафе (только при наличии доступа в интернет). Для этого в приложении есть бесконтактная карта.

### Безопасность
Передача данных между клиентом и сервером «ЮMoney» защищена по протоколу TLS (ранее использовался SSL). Для подтверждения операций с кошельком используются одноразовые коды, а подозрительные транзакции пресекаются фрод-мониторингом.
С 2008 года «ЮMoney» использует для защиты переводов между кошельками многофакторную аутентификацию с кодом протекции — случайной или заданной отправителем комбинацией из четырёх цифр, которая требуется для получения платежа. Одноразовые пароли можно получать по смс или в приложении сервиса. Также подходят пароли из «Яндекс. Ключа».
Пластиковые карты «ЮMoney» могут быть защищены по региону использования, типу и объёму операций, а также поддерживают защиту 3-D Secure. «ЮMoney» соответствует требованиям стандарта PCI DSS и стандарта Банка России по обеспечению информационной безопасности.
В сентябре 2024 года платежная система подверглась критике со стороны пользователей сообщества Хабр после публикации об обнаруженной независимым исследователем уязвимости. В частности, компанию упрекнули в медленном взаимодействии в вопросах решения проблем безопасности и непрозрачности процесса взаимодействия с исследователями в рамках программы Bug Bounty.

## Направления работы

### B2C

#### Мобильные приложения
Сервис «ЮMoney» доступен через приложения для Android (с апреля 2011 года), iOS (с октября 2011 года) и Windows Phone (c весны 2012 года), а также компьютеров и мобильных устройств под управлением Windows 10 (с апреля 2016 года).
С мая 2015 года приложениями для платежей и переводов можно пользоваться без регистрации электронного кошелька «ЮMoney». В 2016 году в приложениях появилась возможность оплаты товаров и услуг по QR-кодам без ручного ввода реквизитов получателя платежа. С обновлением 2018 года появилась возможность настраивать дизайн, общаться со службой поддержки в чате и отправлять денежные запросы другим пользователям. Кроме того, появилась финансовая аналитика всех трат с индикацией превышения лимитов и обновляемый раздел со скидками и бонусами.

#### Банковские карты
Сервис «ЮMoney» эмитирует виртуальные и пластиковые карты Visa (больше не выпускаются с мая 2022 года), Mastercard и МИР (с июля 2022 года). Всего компания «ЮMoney» выпустила более двух миллионов пластиковых и 19 миллионов виртуальных карт.
В апреле 2012 года сервис «ЮMoney» представил свои первые пластиковые карты, которые для сервиса эмитировал банк «Тинькофф кредитные системы». Всего за время сотрудничества банк выпустил для «ЮMoney» свыше 400 тысяч карт Mastercard Gold и около 10 млн виртуальных карт, баланс которых был привязан к балансу электронного кошелька. Поддержка совместных с банком карт была прекращена с 1 октября 2016 года.
В декабре 2015 года сервис «ЮMoney» первым из российских систем электронных платежей получил лицензию принципиального участника (англ. principal member) международной платежной системы Mastercard, которая позволила сервису выпускать собственные карты (на тот момент подобный статус имели лишь 10 % российских банков). Собственные эмиссия и процессинг обеспечили «ЮMoney» бо́льшую свободу в разработке карточных продуктов: например, в августе 2016 года сервис представил «Карту с плюсами» с повышенным кэшбэком у участников программы лояльности «Связной-Клуб», а в апреле 2017 года — кобрендинговые карты в партнёрстве с магазинами, фестивалями и другими проектами. В мае 2020 года к пятилетию игры «Ведьмак 3: Дикая Охота» «ЮMoney» совместно с польской компанией CD Projekt Red выпустили лимитированные карты с эксклюзивным дизайном. На виртуальных картах были изображены отдельно или вместе Геральт и Цири — главные герои игры, на пластиковых — медальон Школы волка. 7 декабря 2020 года «ЮMoney» также совместно с CD Projekt Red выпустили эксклюзивные карты с дизайном Cyberpunk 2077 в нескольких вариантах дизайна: в двух — для пластиковых и в шести — для виртуальных. На карточках изображены главные персонажи игры и символика банд Найт-Сити — вымышленного города из игры. К пластиковым картам «ЮMoney» добавили флуоресцентный эффект — они светятся в ультрафиолете.
За использование банковской карты офлайн «ЮMoney» начисляет бонусные баллы. Максимальный кэшбэк 5 % начисляется только за покупки в категории месяца, которую устанавливает сервис.
Пластиковые и виртуальные карты «ЮMoney» поддерживают все крупные системы мобильных платежей. В сентябре 2016 года была внедрена поддержка Samsung Pay. В ноябре 2016 года сервис первым после «Сбербанка» начал работать с Apple Pay. В мае 2017 года сервис «ЮMoney» одним из первых в России ввёл поддержку Android Pay.
На конец 2018 года у «ЮMoney» было около 800 тысяч пластиковых карт Mastercard World и более 17 миллионов виртуальных. Виртуальную карту можно выпустить на сайте или через приложение. Пластиковые карты доступны в нескольких цветах: чёрном, оранжевом или фиолетовом. Получить пластиковую карту можно в офисе компании, в почтовом отделении или курьерской доставкой.
С марта 2021 года при создании в «ЮMoney» электронного кошелька каждый пользователь автоматически получает бесплатную виртуальную карту. Кошелёк и карта имеют общий баланс — это значит, что при совершении транзакции по карте деньги списываются с кошелька.
У виртуальной карты есть все данные для платежей и использования в банкоматах — уникальный номер, срок действия, имя владельца, CVC/CVV, пин-код. Ею можно рассчитываться через Apple Pay или, например, Google Pay. Если подключить мультивалютный пакет «ЮMoney», карта позволит платить долларами США, евро, белорусскими рублями, тенге и ещё шестью другими иностранными валютами.

#### Сервисы инвестиций
В июле 2018 года «ЮMoney» совместно с финансовой группой FinEx запустили сервис микроинвестиций в биржевые инвестиционные фонды Yammi. Сервис доступен владельцам идентифицированных кошельков «ЮMoney». В Yammi инвестициями управляет робо-эдвайзер, который в зависимости от предпочтений пользователя вкладывается в более или менее рискованные ценные бумаги.
В апреле 2019 года в приложении «ЮMoney» появился «брокер». С помощью приложения пользователи могут самостоятельно инвестировать средства в ценные бумаги и иностранные валюты. В основе нового сервиса — инвестиционная платформа компании «БКС Брокер». Услуга доступна идентифицированным пользователям с российским гражданством. Чтобы ей воспользоваться, нужно в приложении открыть раздел «Инвестиции БКС» и создать брокерский счет. Пользователи могут вкладывать деньги как через Yammi, опираясь на экспертизу профессионалов, так и самостоятельно через новый раздел «Инвестиции БКС».

### B2B

#### «ЮKassa»
В октябре 2013 года компания представила платёжное решение для бизнеса ЮKassa. Партнёрами компании по процессингу выступили Сбербанк и несколько других банков. ЮKassa позволяет предпринимателям принимать оплату средствами из кошельков «ЮMoney», с карт международных платёжных систем Visa, MasterCard, American Express, JCB, Diners Club и национальной платёжной системы «Мир», со счёта мобильного телефона, через интернет-банки «Сбербанк Онлайн» и «Альфа-клик» и платёжные терминалы. Также ЮKassa сотрудничает с операторами платёжных терминалов и банками в Армении, Грузии, Молдове и Латвии. В 2017 году компания «ЮMoney» открыла API для разработчиков онлайн-касс и представила решение для передачи данных о платежах в налоговую в соответствии с требованиями ФЗ-54.
С помощью ЮKassa компании могут принимать оплату как на сайте, так и в мессенджерах. Весной 2017 года совместно со службой рассылок SendPulse сервис разработал инструменты для добавления кнопок оплаты в сообщения электронной почты. Летом ЮKassa внедрила поддержку оплаты через ботов в мессенджере Telegram, став одним из двух российских операторов платежей в системе, а также совместно с сервисом рекламных рассылок Imbis ввела возможность выставления счетов и оплаты через Viber.
По данным исследовательского центра MARC, к концу 2017 года оплата через ЮKassa была внедрена на 31,7 % сайтов Рунета, поддерживающих онлайн-оплату. В их числе были собственные сервисы «Яндекса», сайты Госуслуг РФ и крупнейшие российские интернет-ретейлеры.
В 2021 году, после ребрендинга, ЮKassa стала лучшей среди специализированных платёжных сервисов в России по версии агентства «РБК Исследования рынков».

#### Образовательные проекты
«ЮMoney» организует бесплатные учебные программы по направлениям, в которых есть дефицит кадров, и предлагает работу лучшим выпускникам. В 2014—2017 годах компания проводила курсы по работе с языками XML, XSLT и XPath («Школа XSL»), по ручному и автоматическому тестированию программного обеспечения («Школа тестировщика»), по разработке мобильных приложений под iOS и Android («Школа мобильной разработки») и фронтенд-разработке в среде Node.js. Обучение на курсах ведут профильные специалисты «ЮMoney».
С 2016 года компания организует собственные бесплатные митапы и конференции по бэкенд- и фронтенд-разработке, тестированию, мобильной разработке, продуктовому менеджменту. На митапах выступают спикеры «ЮMoney» и приглашённые эксперты. Это регулярные встречи под узнаваемыми названиями Java Jam, Frontend Mix, «Пиэмная», BugsBusters, High SQL, Red Hot Chili Apples, Android Paranoid, UX.txt, ЮMoney Day. С 2020 года мероприятия проводятся в онлайн-формате.

## Компания

### Менеджмент
С 2006 года генеральным директором «ЮMoney» была Евгения Завалишина (ранее — директор по проектам «Яндекса»). В 2014 году она перешла в проект «Яндекса» по обработке больших данных, тогда же компанию возглавила бывший директор по маркетингу (2006—2011) и развитию (2011—2014) Мария Грачева.

### Офисы
Офисы «ЮMoney» расположены в Москве, Санкт-Петербурге и Нижнем Новгороде в бизнес-центрах класса «А». Петербургский офис — крупнейший, осенью 2021 года там находились департаменты разработки, маркетинга, развития интерфейсов, HR-отдел — всего около 470 человек. Первоначально «ЮMoney» делили с «Яндексом» принадлежащий компании этаж в бизнес-центре «Бенуа» на Пискарёвском проспекте, а с 2015-го начали занимать весь шестой и частично седьмой этажи здания. В московском офисе компании расположены коммерческий департамент, отвечающий за продукты для бизнеса, финансовый отдел, бухгалтерия, служба документооборота, PR-отдел и директора направлений — в сумме около 220 человек на сентябрь 2021 года. В 2014—2018 годах московский офис находился в корпусе «Строганов» бизнес-квартала «Красная роза 1875», а затем переехал в бизнес-центр «Аврора» на Садовнической набережной. В нижегородском офисе, открытом в 2014 году, работает служба поддержки пользователей "ЮMoney"и клиентов «ЮKassa». В марте 2019 года компания переехала из бизнес-центра «Лобачевский Plaza» в собственное пятиэтажное здание на улице Кулибина, 3-ф (неофициальное название — бизнес-центр Coolibin). Осенью 2021 года в нижегородском офисе было около 360 сотрудников.